# 李原名
李原名，字資善，安州（今河北安新）人。明朝初期政治人物。
洪武十五年，其被舉薦為御史。洪武二十年，出使平緬歸還，后升任禮部尚書。當時高麗聲稱遼東的文州、高州、和州、定州都是其舊地，乞求能夠在鐵嶺守衛。其曰：“這些地方都是以前元朝版圖，屬於遼東，高麗的國土應該以鴨綠江為邊界。現在鐵嶺已經設置衛所，不宜聽從高麗。”當時安南每年送貢品，朱元璋念及其勞民傷財，李原名即以太祖意，命其改為三年一貢。洪武二十三年，以老辭職。